# Międzynarodowa Federacja Ringo
Międzynarodowa Federacja Ringo – IRF (International Ringo Federation) – stowarzyszenie założone 11 czerwca 1993 roku w Polsce, skupiające osiem federacji z czterech kontynentów: Armenii, Białorusi, Czech, Kenii, Litwy, Niemiec, USA i Polski.

Pierwszym prezydentem IRF został twórca ringo Włodzimierz Strzyżewski. W 2004 roku na zjeździe w Warszawie nowym prezydentem został również Polak prof. dr hab. Włodzimierz Starosta. Pełni on tę funkcję do dziś.